# Mediëvistiek

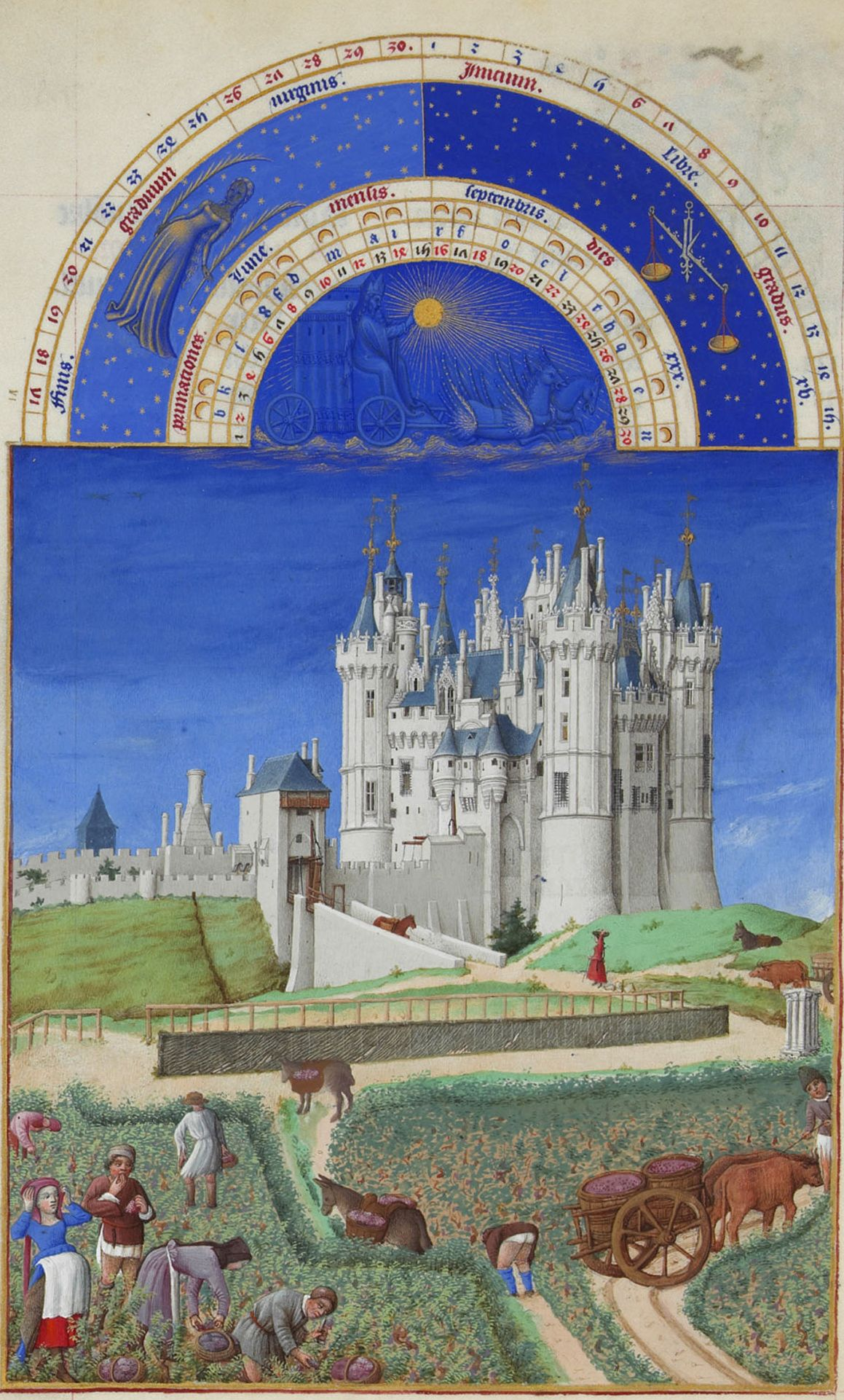
Getijdenboek Les Très Riches Heures van de hertog van Berry, miniatuur door de gebroeders Van Limburg (ca. 1412-1416).

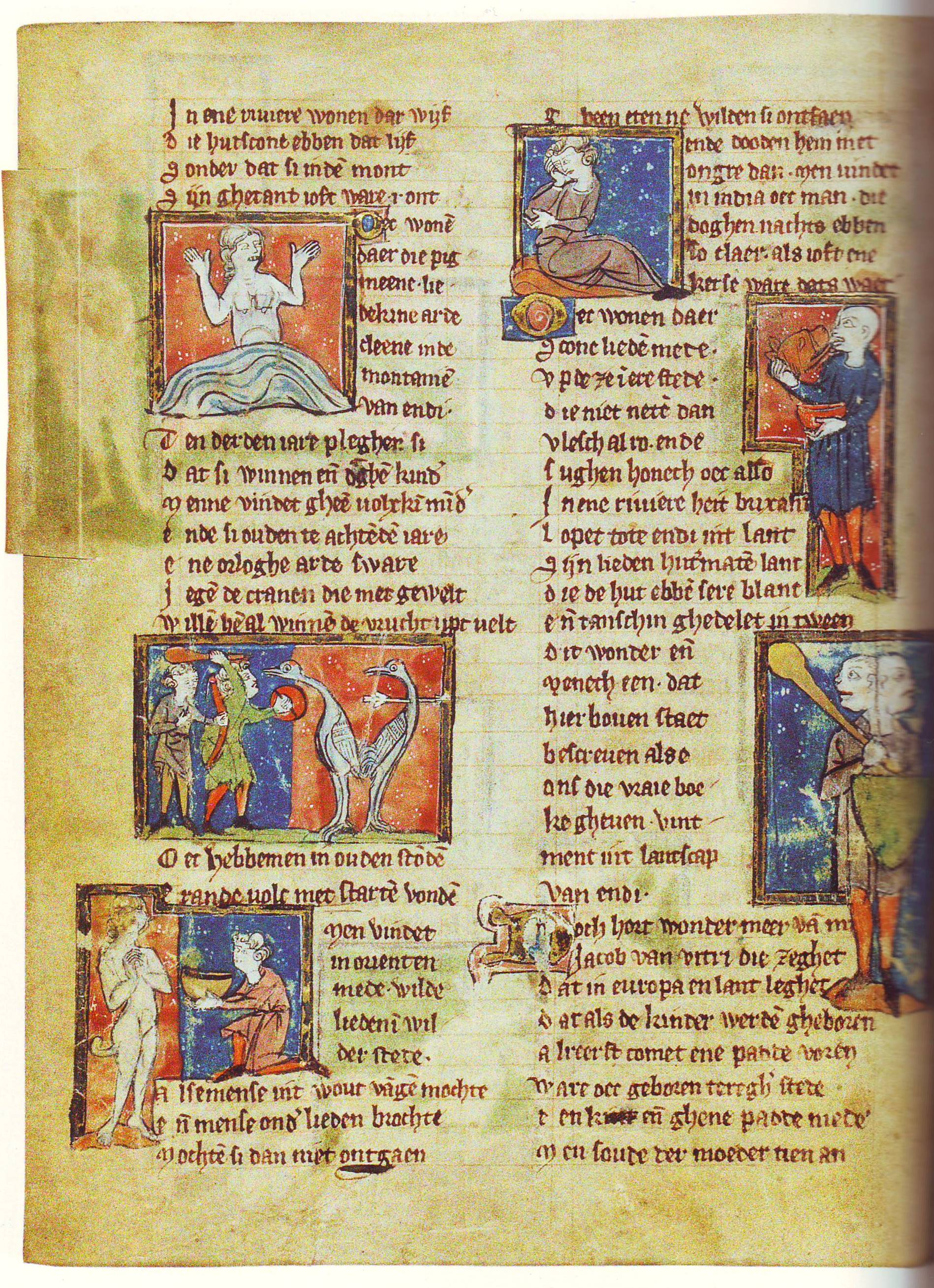
Jacob van Maerlant, Der naturen bloeme, de eerste encyclopedie in de volkstaal (ca. 1270).

Mediëvistiek (in de oorspronkelijke spelling mediaevistiek) is de verzamelnaam voor alle wetenschappen die zich bezighouden met de middeleeuwen. Enkele belangrijke takken van de mediëvistiek zijn paleografie, geschiedenis van de middeleeuwen, middeleeuwse filosofie, heraldiek en sigillografie, kunstgeschiedenis, kerkgeschiedenis en archeologie. Dankzij deze vele wetenschapstakken kan een beter beeld worden gevormd van het leven in de middeleeuwen. Specialisten in de mediëvistiek worden mediëvisten genoemd. Zij onderscheiden zich van onder andere modernisten en contemporanisten, die respectievelijk de Nieuwe Tijd (temps moderne) en de Eigentijdse Geschiedenis bestuderen.

## Bekende mediëvisten
- Gerd Althoff
- Wim Blockmans
- Marc Bloch
- Peter Brown
- Georges Duby
- Edith Ennen
- Luigina Fasòli
- Jean Favier
- Kurt Flasch
- Chiara Frugoni
- Mia Gerhardt
- Étienne Gilson
- Aaron Gurjewitsch
- Walter Haug
- Hartmut Hoffmann
- Johan Huizinga
- Huub Jansen
- William Jordan
- Godefroid Kurth
- Jacques Le Goff
- Emmanuel Le Roy Ladurie
- Piet Leupen
- Rosamond McKitterick
- Frits van Oostrom
- Otto Oppermann
- Michel Pastoureau
- Henri Pirenne
- Herman Pleij
- Janina Ramirez
- Bertus de Rijk
- Bernard Slicher van Bath
- Helmut Tervooren
- Johanna Maria van Winter
- Jan Dumolyn